# Pyura chilensis
Espèce
Pyura chilensis est une espèce d'ascidies comestibles des côtes du Chili et du Pérou, dont le nom vernaculaire espagnol est piure.

## Description
Le piure vit en grandes populations dans la zone intertidale et subtidale. Son corps, d'un rouge vif, est couvert d'une tunique dure ressemblant à une roche. Pyura chilensis se nourrit par filtration grâce à deux siphons.
Ces animaux ont un sang très riche en vanadium.

## Pêche

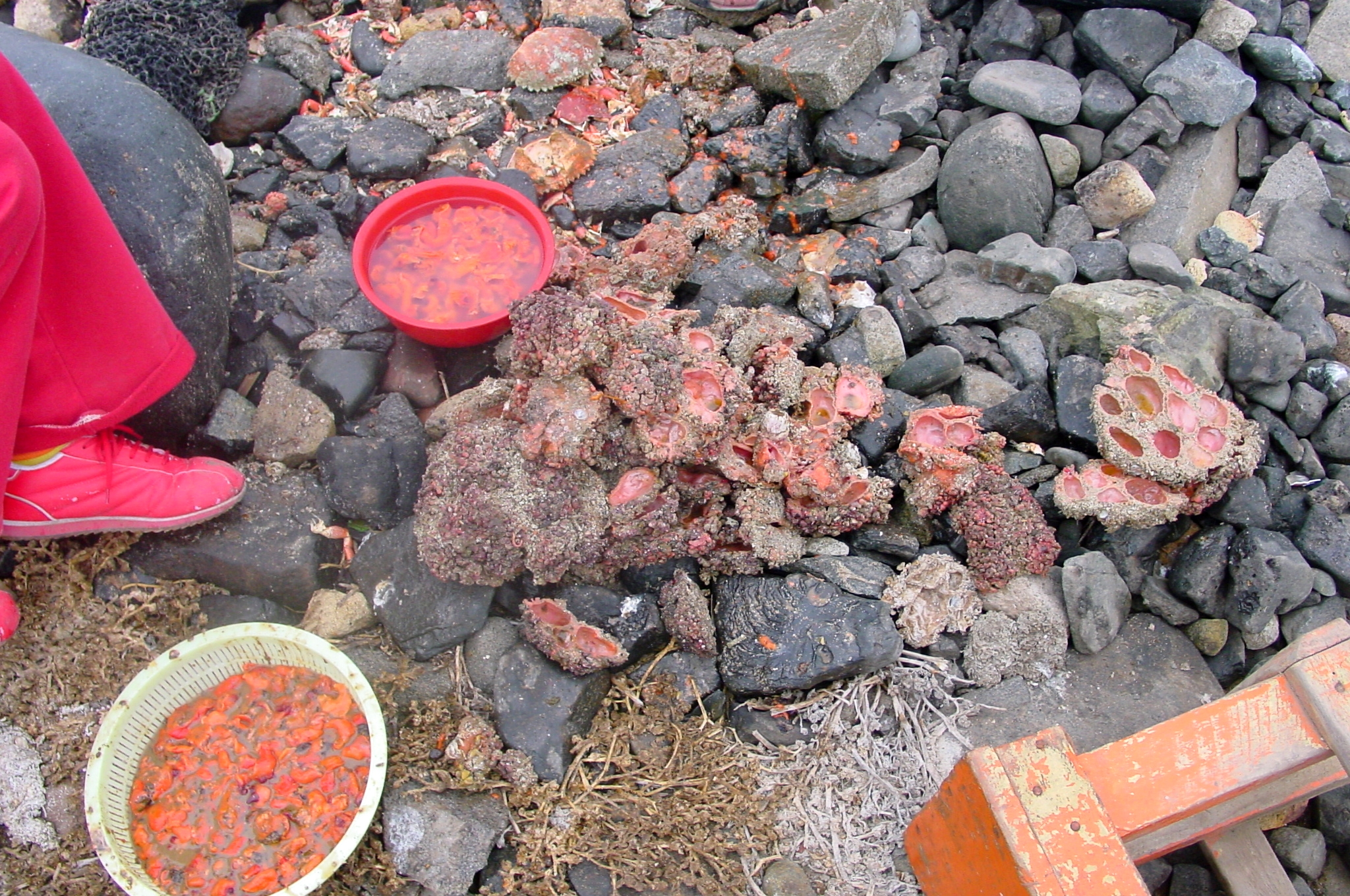
La pêche au piure

Les bancs de Pyura chilensis sont exploités commercialement au Chili, où l'animal est consommé et très apprécié.

## Gastronomie

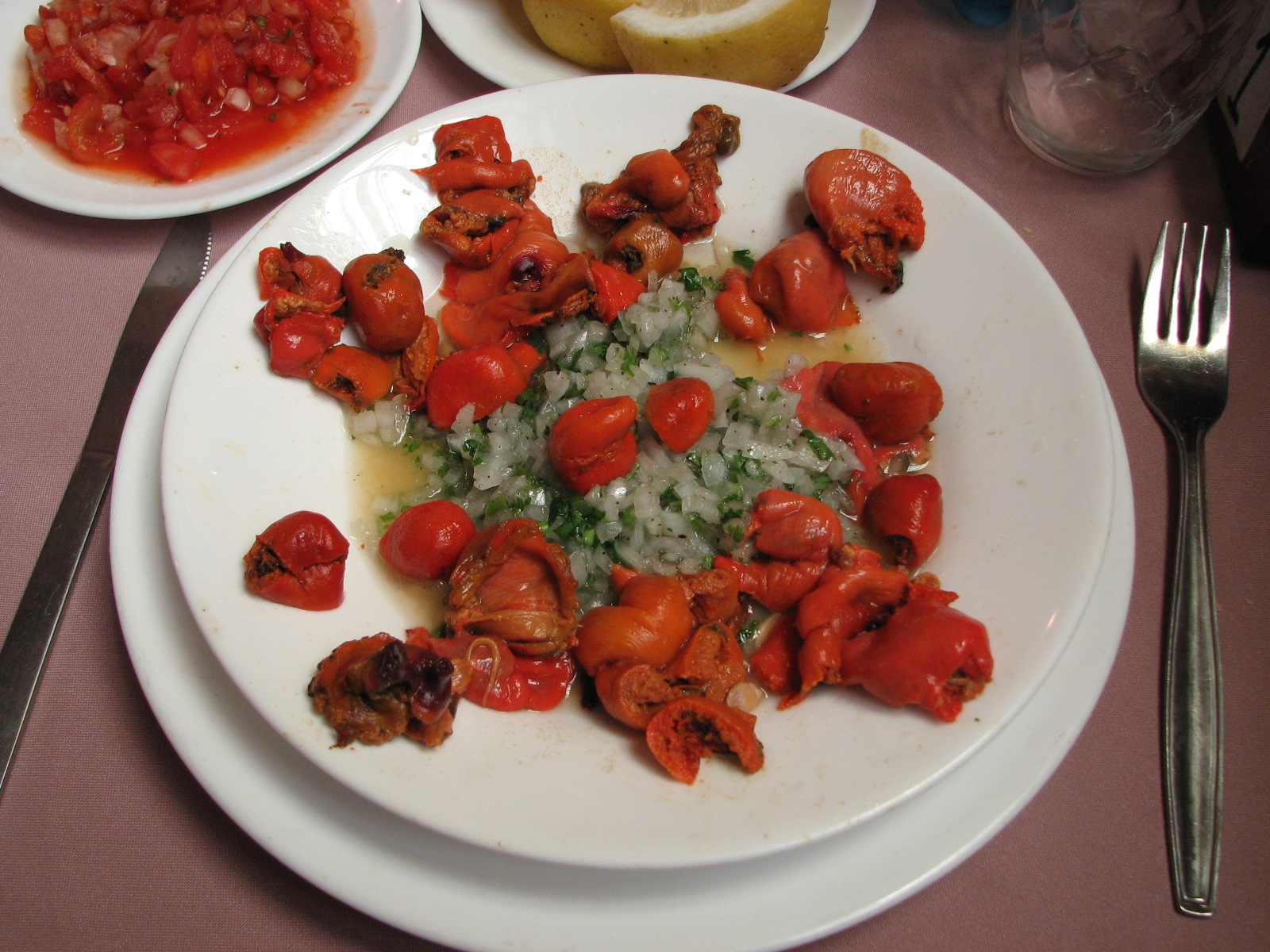
Plat de piure cru au marché de Valparaíso

La chair du piure possède un goût iodé très fort et une haute teneur en fer. Elle peut être consommée crue, cuisinée ou accompagnée avec de l'oignon émincé, de la coriandre et du citron, ou cuite avec d'autres ingrédients et souvent servie avec du riz nature.